# Liv Thorsen
Liv Thorsen, född 31 maj 1935 i Porsgrunn, död 21 december 2021, var en norsk skådespelare.
Thorsen debuterade 1959 vid Det norske teatret. Åren 1959–1998 var hon engagerad vid Nationaltheatret där hennes viktigaste roller var Hedvig i Vildanden, Kaja i Byggmästare Solness, Laura i Glasmenageriet och Amman i Fadren. Åren 1981–1983 gästspelade hon vid Nordland Teater, där hon blev framgångsrik med enpersonsföreställningen Hummeren.
Vid sidan av teatern verkade hon som film- och TV-skådespelare och debuterade 1958 i Ut av mørket. Hon medverkade i sammanlagt 29 produktioner 1958–2007 och är särskilt ihågkommen som modern Elna i TV-serien Mot i brøstet (1993–1997).

## Filmografi (urval)
- 1958 – Ut av mørket
- 1962 – Sønner av Norge kjøper bil